# Ошейниковый древолаз
Оше́йниковый древола́з (лат. Mannophryne collaris) — вид бесхвостых земноводных из семейства Aromobatidae.

## Описание
Населяет лиственные андские леса в Венесуэле на высоте от 200 до 1800 м. Икра откладывается на суше, и самец охраняет кладку, а затем на спине переносит головастиков в воду.